# Charles II de Hohenzollern-Sigmaringen
Titre
Comte de Hohenzollern-Sigmaringen
8 mars 1576 – 8 avril 1606
(30 ans et 1 mois)
Charles II de Hohenzollern-Sigmaringen (en allemand : Karl II von Hohenzollern-Sigmaringen), né le 22 janvier 1547 à Sigmaringen et décédé à Sigmaringen le 8 avril 1606, est comte de Hohenzollern-Sigmaringen de 1576 à 1606.

## Famille
Il est le cinquième fils et le sixième des quinze enfants de Charles Ier de Hohenzollern et d'Anne de Bade-Durlach. 
De ses deux mariages sont issus 25 enfants.

### Mariages et descendance
En 1569, Charles II de Hohenzollern-Sigmaringen épouse Euphrosyne von Oettingen (1552 - Sigmaringen 5 octobre 1590), fille de Frédéric V comte von Oettingen zu Wallerstein (1516-1579) et d'Euphrosyne née von Oettingen (1523-1560).
Quinze enfants sont nés de cette union  :
- Ferdinand de Hohenzollern-Sigmaringen (Innsbruck 24 août 1571 - Sigmaringen 21 novembre 1571)
- Anne (Anna) de Hohenzollern-Sigmaringen (Ensisheim 16 janvier 1573 - 1er juin 1598), elle épouse à Sigmaringen le 15 février 1598 le comte Marcus von Kirchberg (†1614)
- Marie-Madeleine (Maria-Magdalena) de Hohenzollern-Sigmaringen (Ensisheim 9 janvier 1574 - Sigmaringen 2 janvier 1582)
- Barbara de Hohenzollern-Sigmaringen (Ensisheim 11 juin 1575 - Sigmaringen 15 mai 1577)
- Marie-Jacobée (Maria Jakobe) de Hohenzollern-Sigmaringen (Sigmaringen 3 janvier 1577 - 20 mars 1630), elle épouse à Sigmaringen le 14 avril 1595 Henri Truchsess von Waldburg (†1637)
- Jean de Hohenzollern-Sigmaringen, prince de Hohenzollern-Sigmaringen (Sigmaringen 17 août 1578 - Munich 22 mars 1638)
- Charles (Karl) de Hohenzollern-Sigmaringen (Sigmaringen 24 septembre 1579 - Sigmaringen 23 mars 1585)
- Euphrosine de Hohenzollern-Sigmaringen (Sigmaringen 6 novembre 1580 - Sigmaringen 4 février 1582)
- Eitel Frédéric de Hohenzollern-Sigmaringen (Sigmaringen 26 septembre 1582 - château d'Iburg 19 septembre 1625), qui fut cardinal et archevêque d'Olmütz, évêque d'Osnabrück
- Marie-Maximilienne (Maria Maximiliane) de Hohehenzollern-Sigmaringen (Sigmaringen 31 octobre 1583 - 1649) elle épouse à Sigmaringen le 27 janvier 1598 Joachim Andreas Baron von Neuhaus († 1604). Veuve, elle épousa en 1605 le comte Adam von Sternberg (†1623)
- Ernest Georges (Ernst Georg) de Hohenzollern-Sigmaringen (Sigmaringen 7 mai 1585 - Wallerstein 19 avril 1625), il épouse vers 1611 Marie Jacobé von Raitenau († 1663), (dont deux filles : 1) Marie-Renée (1612-1648), épouse de Jean-Christophe von Schellenberg et 2) Polyxène, morte de la peste à Überlingen en 1635, Chanoinesse à Buchau).
- Éléonore (Maria Eleonora) de Hohenzollern-Sigmaringen (Sigmaringen 29 octobre 1586 - 1668), elle épouse à Sigmaringen le 20 février 1605 le comte Jean V von Babenhausen († 1633)
- Sabine (Maria Sabina) de Hohenzollern-Sigmaringen (Sigmaringen 12 novembre 1587 - 1590)
- Jacques (Jacob Friedrich) de Hohenzollern-Sigmaringen (Sigmaringen 9 août 1589 - Sigmaringen 25 août 1589)
- Marie (Maria) de Hohenzollern-Sigmaringen (Sigmaringen 15 septembre 1590 - 1590)

Veuf en 1590, Charles II de Hohenzollern-Sigmaringen épouse à Sigmaringen le 13 octobre 1591 Élisabeth von Culemborg zu Palant (1567-8 mars 1620), fille du comte Floris Ier von Culemborg et d'Elisabeth von Manderscheid, et veuve de Jacques III de Bade-Hachberg, † 1590.
Dix enfants sont nés de cette union  :
- Élisabeth (Maria Elisabeth) de Hohenzollern-Sigmaringen (Sigmaringen 10 janvier 1592 - Waldshut-Tiengen 28 octobre 1659), elle épouse à Sigmaringen le 21 septembre 1608 Jean-Christophe comte de Hohenzollern-Haigerloch (†1620). Veuve, elle épouse à Waldshut-Tiengen 24 octobre 1624 Charles comte von Sulz († 1648)
- Georges (Georg Friedrich) de Hohenzollern-Sigmaringen (Sigmaringen 16 mars 1593 - Sigmaringen 9 mai 1593)
- Salomé (Maria Salome) de Hohenzollern-Sigmaringen (Sigmaringen 2 février 1595 - Sigmaringen 10 novembre 1595)
- Julienne (Maria Juliana) de Hohenzollern-Sigmaringen (Sigmaringen 4 février 1596 - 1669)
- Philippe (Philipp Eusebius) de Hohenzollern-Sigmaringen (Sigmaringen 30 janvier 1597 - Sigmaringen 3 novembre 1601)
- Christian de Hohenzollern-Sigmaringen (Sigmaringen 3 février 1598 - Sigmaringen 3 février 1598)
- Marie Cléopha (Maria Cleopha) de Hohenzollern-Sigmaringen (Sigmaringen 11 juin 1599 - Messkirch 21 février 1685), elle épouse en 1618 Jean Jacques (1580-1630), comte de Bronckhorst et d'Anholt[Où ?]. Veuve, elle épouse, en 1632, le prince Philippe-Charles d'Arenberg († 1640)
- Christiane (Marie Christiane) de Hohenzollern-Sigmaringen (Sigmaringen 22 mai 1600 - 1634)
- Catherine (Maria Katharina) de Hohenzollern-Sigmaringen (Sigmaringen 24 novembre 1601 - 1602)
- Amélie (Marie Amalie) de Hohenzollern-Sigmaringen (Sigmaringen 1er janvier 1603 - Sigmaringen 2 janvier 1603).

## Biographie
Au cours de l'année 1576, les possessions de la dynastie de Hohenzollern sont partagées entre les trois fils de Charles Ier de Hohenzollern. 
- Eitel-Frédéric Ier de Hohenzollern-Hechingen reçoit le Comté d'Hechingen
- Charles II de Hohenzollern-Sigmaringen reçoit le Comté de Sigmaringen
- Christophe de Hohenzollern-Haigerloch reçoit le Comté de Haigerloch.

Il fonde alors la lignée des Hohenzollern-Sigmaringen.
Charles II de Hohenzollern-Sigmaringen fait reconstruire le château de Sigmaringen. En 1606, il ordonne la construction d'une église près du château. En 1595, il fait l'acquisition de la localité de Krauchenwies, celle-ci reste étroitement liée au comté de Sigmaringen. Lors de la cession de la principauté en 1850, cette localité est incorporée au royaume de Prusse.
Sous son règne naît Marc Roy. Canonisé, il est vénéré sous le nom de Saint Fidèle de Sigmaringen. 

## Généalogie
Charles II de Hohenzollern-Sigmaringen appartient à la lignée de Hohenzollern-Sigmaringen issue de la quatrième branche elle-même issue de la première branche de la Maison de Hohenzollern. Cette lignée donna des rois à la Roumanie. Charles II de Hohenzollern-Sigmaringen est l'ascendant de Michel Ier de Roumanie.